# 多斯特普尔
多斯特普尔（Dostpur），是印度北方邦Sultanpur县的一个城镇。总人口11877（2001年）。

## 人口
该地2001年总人口11877人，其中男性6292人，女性5585人；0—6岁人口2175人，其中男1141人，女1034人；识字率57.14%，其中男性为63.02%，女性为50.51%。